# L'orsetto panda e gli amici della foresta
L'orsetto panda e gli amici della foresta (パンダの大冒険) è un film d'animazione del 1973 diretto da Yûgo Serikawa.